# Constantino Harmenopoulos

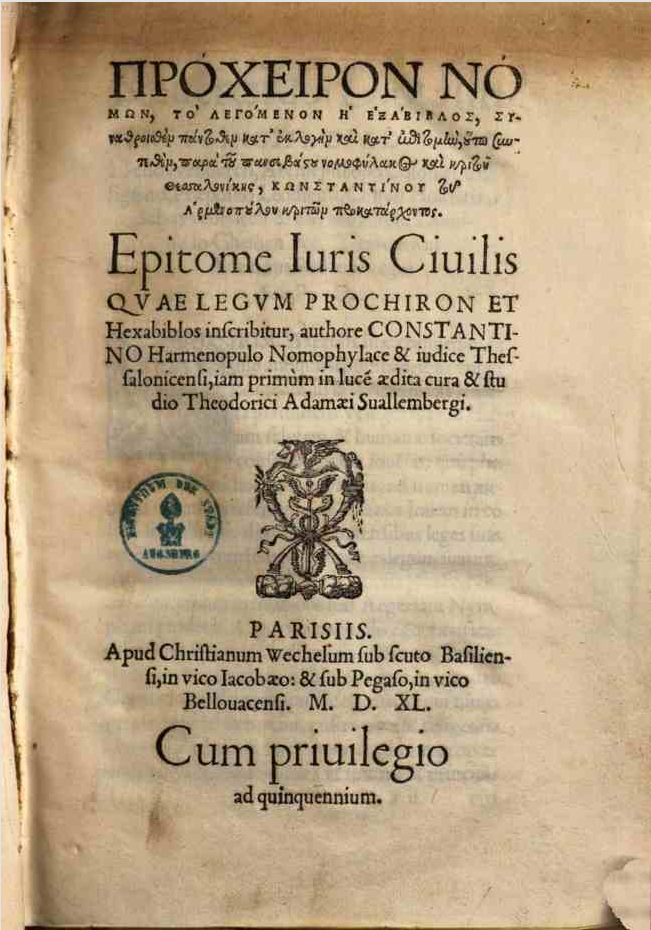
El Procheiron o Hexabiblos de Constantino Harmenopoulos (1320-1380/1385).

Constantino Harmenopoulos (en griego: Κωνστανίνος Ἁρμενόπουλος, 1320-ca. 1385) fue un jurista bizantino de Grecia que ocupó el cargo de katholikos kritēs (‘juez universal’) de Tesalónica, una de las más altas funciones judiciales en el Imperio bizantino.
Es más conocido por su Hexabiblos (1344-45), un libro de derecho civil en seis volúmenes, en el cual compila una amplia gama de fuentes legales bizantinas. Impreso por primera vez en París en 1540, el Hexabiblos fue adoptado como fuente legal en los Balcanes durante el Imperio Otomano. En 1828 también fue adoptado como código civil provisional en el recientemente independiente estado griego y estuvo vigente hasta 1946.